# Passo di Agua Negra
Il passo di Agua Negra (Paso de Agua Negra in spagnolo) è un valico andino internazionale che separa l'Argentina dal Cile posto ad un'altitudine di 4780 m s.l.m..
È inserito all'interno di un corridoio commerciale che unisce i porti marittimi e fluviali dell'Argentina e del Brasile con quelli cileni della costa pacifica. È in progetto la costruzione di un tunnel che passerà sotto il passo di Agua Negra.